# Hilfspolizei

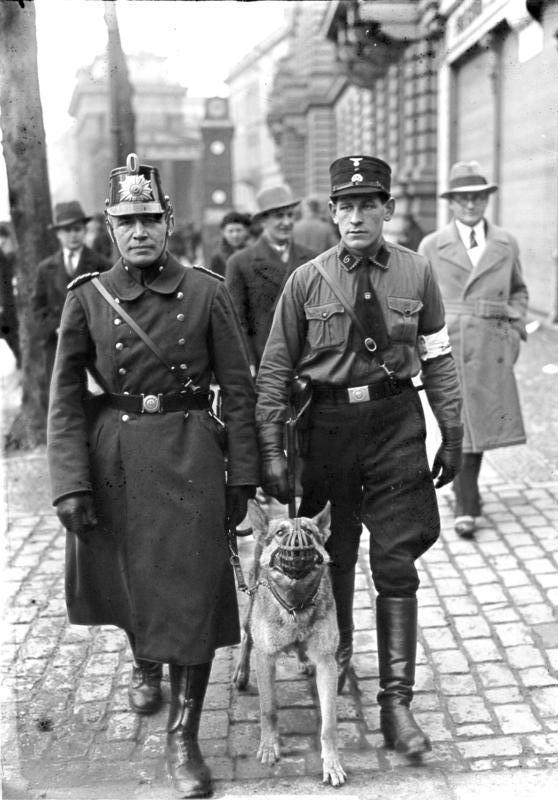
Des membres du Schutzpolizei (à gauche) et du Hilfspolizei (à droite) patrouillant à Berlin le 5 mars 1933, jour des élections législatives de 1933

La Hilfspolizei (abrégé en HiPo ou Hipo ; signifiant « police auxiliaire ») est une force de police auxiliaire mise en place par les nazis durant le Troisième Reich. Le terme est ensuite utilisé pour désigner diverses organisations rattachées à l'Ordnungspolizei mais également d'autres unités militaires et paramilitaires créées pendant l'occupation allemande.